# Championnat de Finlande de football 2002
Navigation
Saison précédente Saison suivante
La saison 2002 du Championnat de Finlande de football est la 72e édition de la première division finlandaise à poule unique, la Veikkausliiga. Les douze clubs de l'élite jouent les uns contre les autres deux fois au cours de la saison, à domicile et à l'extérieur. En fin de championnat, les huit premiers du classement disputent une poule pour le titre tandis que les quatre derniers disputent la poule de promotion-relégation avec les quatre premiers de Ykkönen, la deuxième division finlandaise. La saison prochaine, l'élite comptera quatorze clubs au lieu de douze. La poule de promotion-relégation déterminera le nom des six clubs qui rejoindront les huit premiers de la saison régulière pour disputer la prochaine édition de Veikkausliiga.
C'est le HJK Helsinki qui termine en tête du classement à l'issue de la première phase et qui maintient ensuite son avance pour remporter le titre. Il s'agit du 20e titre de champion de l'histoire du club.

## Les 12 clubs participants
| - Haka Valkeakoski - FC Hämeenlinna - Promu de D2 - MyPa 47 Anjalankoski - HJK Helsinki - FC Jazz Pori - Inter Turku | - FC Lahti - Jaro Pietarsaari - Promu de D2 - VPS Vaasa - KuPS Kuopio - Allianssi Vantaa - Tampere United |

## Compétition
Le barème de points servant à établir tous les classements se décompose ainsi :
- Victoire : 3 points
- Match nul : 1 point
- Défaite : 0 point

### Première phase
| Rang | Équipe               | Pts | J  | G  | N  | P  | Bp | Bc | Diff |
| ---- | -------------------- | --- | -- | -- | -- | -- | -- | -- | ---- |
| 1    | HJK Helsinki         | 48  | 22 | 15 | 3  | 4  | 36 | 16 | +20  |
| 2    | MyPa 47 Anjalankoski | 43  | 22 | 12 | 7  | 3  | 43 | 20 | +23  |
| 3    | Haka Valkeakoski     | 38  | 22 | 11 | 5  | 6  | 31 | 18 | +13  |
| 4    | Allianssi Vantaa     | 34  | 22 | 10 | 4  | 8  | 35 | 36 | -1   |
| 5    | FC Inter Turku       | 32  | 22 | 8  | 8  | 6  | 28 | 17 | +11  |
| 6    | Tampere United T     | 32  | 22 | 7  | 11 | 4  | 23 | 15 | +8   |
| 7    | FC Lahti             | 32  | 22 | 9  | 5  | 8  | 23 | 26 | -3   |
| 8    | Jaro Pietarsaari P   | 26  | 22 | 7  | 5  | 10 | 23 | 36 | -13  |
| 9    | KuPS Kuopio          | 24  | 22 | 6  | 6  | 10 | 26 | 30 | -4   |
| 10   | FC Hämeenlinna P     | 18  | 22 | 3  | 9  | 10 | 23 | 34 | -11  |
| 11   | VPS Vaasa            | 17  | 22 | 4  | 5  | 13 | 21 | 39 | -18  |
| 12   | FC Jazz Pori         | 16  | 22 | 4  | 4  | 14 | 17 | 42 | -25  |

|  | Qualifié pour la poule pour le titre                                      |
|  | Barrage de promotion-relégation en 2e division                            |
|  | T : Tenant du titre C : Vainqueur de la Coupe de Finlande P : Promu de D2 |

### Seconde phase

#### Poule pour le titre
| Rang | Équipe               | Pts | J  | G  | N  | P  | Bp | Bc | Diff |
| ---- | -------------------- | --- | -- | -- | -- | -- | -- | -- | ---- |
| 1    | HJK Helsinki         | 65  | 29 | 20 | 5  | 4  | 51 | 21 | +30  |
| 2    | MyPa 47 Anjalankoski | 60  | 29 | 17 | 9  | 3  | 57 | 25 | +32  |
| 3    | Haka Valkeakoski C   | 52  | 29 | 15 | 7  | 7  | 51 | 30 | +21  |
| 4    | Allianssi Vantaa     | 41  | 29 | 12 | 5  | 12 | 39 | 44 | -5   |
| 5    | Tampere United T     | 39  | 29 | 8  | 15 | 6  | 31 | 24 | +7   |
| 6    | FC Inter Turku       | 36  | 29 | 9  | 9  | 11 | 33 | 29 | +4   |
| 7    | Jaro Pietarsaari P   | 36  | 29 | 10 | 6  | 13 | 34 | 46 | -12  |
| 8    | FC Lahti             | 33  | 29 | 9  | 6  | 14 | 25 | 44 | -19  |

|  | Qualifié pour la Ligue des champions de l'UEFA 2003-2004                  |
|  | Qualifié pour la Coupe UEFA 2003-2004                                     |
|  | Qualifié pour la Coupe Intertoto 2003                                     |
|  | T : Tenant du titre C : Vainqueur de la Coupe de Finlande P : Promu de D2 |

#### Poule de promotion-relégation
Les quatre clubs de D1 retrouvent les quatre premiers d'Ykkönen et se rencontrent une fois chacun. Les six premiers du classement final se maintiennent ou accèdent à l'élite tandis que les deux derniers joueront en deuxième division la saison prochaine. Les clubs ayant fini 9e, 10e et 11e de D1 démarrent la poule de promotion-relégation avec un bonus respectif de trois, deux et un point tandis que les deux premiers de D2 ont chacun un bonus d'un point. Les clubs venant de D2 sont notés en italique.
| Rang | Équipe              | Pts | J | G | N | P | Bp | Bc | Diff |
| ---- | ------------------- | --- | - | - | - | - | -- | -- | ---- |
| 1    | KuPS Kuopio +3      | 16  | 7 | 4 | 1 | 2 | 14 | 4  | +10  |
| 2    | TPS Turku +1        | 15  | 7 | 4 | 2 | 1 | 10 | 9  | +1   |
| 3    | FC Hämeenlinna +2   | 11  | 7 | 3 | 0 | 4 | 8  | 8  | 0    |
| 4    | FC Jokerit Helsinki | 10  | 7 | 3 | 1 | 3 | 13 | 13 | 0    |
| 5    | FC Jazz Pori        | 9   | 7 | 2 | 3 | 2 | 6  | 5  | +1   |
| 6    | FC KooTeePee +1     | 9   | 7 | 2 | 2 | 3 | 8  | 11 | -3   |
| 7    | VPS Vaasa +1        | 9   | 7 | 2 | 2 | 3 | 6  | 12 | -6   |
| 8    | TP-47               | 7   | 7 | 2 | 1 | 4 | 6  | 9  | -3   |

|  | Promotion en Veikkausliiga |
|  | Relégation en 2e division  |

## Bilan de la saison
| Championnat de Finlande de football 2002-2003                   |                          |
| Champion                                                        | HJK Helsinki (20e titre) |
| Coupes et trophées                                              |                          |
| Vainqueur de la Coupe de Finlande 2002-2003                     | Haka Valkeakoski         |
| Qualifications continentales                                    |                          |
| Ligue des clubs champions 2003-2004 (1er tour de qualification) | HJK Helsinki             |
| Coupe UEFA 2003-2004                                            | Haka Valkeakoski         |
| Coupe UEFA 2003-2004                                            | MyPa 47 Anjalankoski     |
| Coupe Intertoto 2003                                            | Allianssi Vantaa         |
| Promotions et relégations                                       |                          |
| Promus en Veikkausliiga                                         | Jokerit Helsinki         |
| Promus en Veikkausliiga                                         | FC KooTeePee             |
| Promus en Veikkausliiga                                         | TPS Turku                |
| Relégués en Ykkonenliiga                                        | VPS Vaasa                |

## Meilleurs buteurs
| Pos | Joueur             |  | Club                 | Buts |
| --- | ------------------ |  | -------------------- | ---- |
| 1   | Mika Kottila       |  | HJK Helsinki         | 18   |
| 2   | Valeri Popovits    |  | Haka Valkeakoski     | 17   |
| 3   | Petteri Kaijasilta |  | Allianssi Vantaa     | 13   |
| 3   | Saku Puhakainen    |  | MyPa 47 Anjalankoski | 13   |
| 5   | Richard Teberio    |  | Inter Turku          | 11   |